# Fungiacyathus fissidiscus
Fungiacyathus fissidiscus är en korallart som beskrevs av Stephen D. Cairns och Zibrowius 1997. Fungiacyathus fissidiscus ingår i släktet Fungiacyathus och familjen Fungiacyathidae. Inga underarter finns listade i Catalogue of Life.